# 聖シルベストロ教皇騎士団勲章

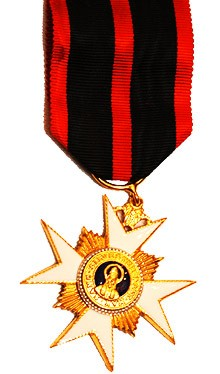
聖シルベストロ教皇騎士団勲章。中央に聖シルウェステル教皇の肖像が見える

聖シルベストロ教皇騎士団勲章（羅: Ordo Sanctus Silvestri Papae）は、ローマ教皇から授与される騎士団勲章5つのうち1つ。名称は4世紀のローマ教皇、シルウェステル1世(シルベストロ1世、シルヴェストロ1世)に由来する。ヨーロッパ各国語での綴りに準じて、シルベスター、シルウェステル、シルベストルなどと表記する場合も多い。

## 騎士団と勲章
職務や技能によってカトリック教会の活動に貢献した一般人を顕彰するためのもので、カトリック信徒以外も対象となっている。通常は教区司教の推薦が教皇大使を通してバチカン国務長官に取り次がれ、それに基づき騎士団員に任命され、その証として勲章が授与される。
教皇騎士団員に列せられる栄誉に対してはいかなる義務も伴わない。しかし司教や司祭の叙階のような教区における重要行事に招待される習慣となっており、その際には騎士団の制服を着用する。

## 等級
現在の等級は3つあるが、このうち司令官については星章ありとなしの区分があり、実質4等級となっている。

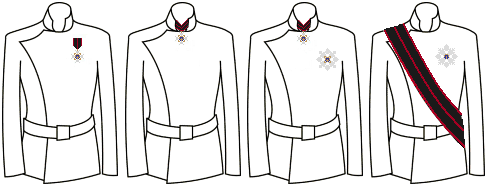
左から騎士、司令官、司令官（星章あり）、大十字

- 大十字（大綬と星章）
- 司令官（中綬・星章ありまたはなし）
- 騎士（小綬）

## 歴史
聖シルベストロ教皇騎士団の起源は、黄金拍車騎士団あるいは黄金民兵団（Militia Aurata）と呼ばれていたもので、教皇騎士団の中では最も古く創設者は諸説あって確かなことはわかっていない。スフォルツァ家などに任命特権が与えられたため、騎士号が乱発され権威が低下していたところ、1841年グレゴリウス16世が任命特権を撤回し、人数に制限を設けるなどの改革を行う。このとき名称はそのままにシルウェステル1世を守護聖人とした。その後、1905年ピウス10世が高い格式を持った黄金民兵団と広く一般人を顕彰する聖シルベストロ教皇騎士団とに分割した。かつて男性に限られていたが、1994年ヨハネ・パウロ2世が女性にも対象を拡大した。

## 著名な受章者
- 張景恵（大十字）
- 張燕卿（大十字）
- 謝介石（大十字）
- ウィリアム・ドノバン（1944年、大十字）
- フランツ・ヨーゼフ・シュトラウス（1962年、大十字）
- オスカー・シンドラー（1968年、大十字）
- ゲオルク・ツー・メクレンブルク（大十字）
- カール・アウグスト・フォン・トゥルン・ウント・タクシス（大十字）
- オットー・フォン・ハプスブルク（大十字）
- ボブ・ホープ
- ベルンハルト・クロル（2007年、星章あり司令官）

### 日本の受章者
- 西源四郎（1908年、司令官）[1]
- 戸田氏共（1919年、大十字）[2]
- 西園寺八郎（1919年、司令官）[2]
- 吉田美利（1919年、司令官）[2]
- 高橋勇治（宮内属、1919年、騎士）[2]
- 斎藤実（1922年、大十字）[3]
- 松永武吉（1922年、司令官）[4]
- 水野錬太郎（1922年、有星司令官）[5]
- 関屋貞三郎（1922年、大十字）[6]
- 大谷正男（1922年、有星司令官）[6]
- 鮭延信道（1922年、有星司令官）[7]
- 埴原正直（1922年、大十字）[8]
- 笠間杲雄（1922年、司令官）[9]
- 稲畑勝太郎（実業家、1923年、有星司令官）[10]
- 柳原義光（1926年、大十字）[11]
- 小笠原長幹（1926年、大十字）[11]
- 松平頼寿（1926年、大十字）[11]
- 松浦鎮次郎 (文部官僚、1926年、大十字)[12]
- 望月軍四郎 (実業家、1926年、有星司令官)[12]
- 渡邊滋 (東京裁縫女学校校長、1926年、騎士)[12]
- 羽場従一 (東京日日新聞記者、1926年、騎士)[12]
- 古河虎之助（1934年、大十字）[13]
- 稲畑勝太郎（実業家、1934年、大十字）[13]
- 藤堂高紹（1934年、司令官）[13]
- 木子七郎（1939年、有星司令官）[14]
- 稲畑太郎（稲畑産業社長、1939年、司令官）[15]
- 原田健 (駐バチカン公使、1945年)
- 堂本印象 (日本画家、1963年、大十字)
- 遠藤周作（作家、1970年、司令官）
- 三浦朱門（作家、1970年、司令官）
- 阪田寛夫（作家、1970年、司令官）
- 水島広雄（そごう社長、1982年、司令官）
- 水島広雄（そごう社長、1988年、大十字）
- 田丸秀治（電通社長、1982年、司令官）
- 小林与三次（読売新聞社長、1982年、大十字）
- 守屋多々志（日本画家、1984年）
- 秋月辰一郎（医師・被爆者、1985年）
- 加藤一二三（将棋棋士、1986年、騎士）[16]
- 成田豊（電通会長、1988年）
- 井手一郎 (聖マリア病院長、1991年、司令官）[17]
- 高田三郎（作曲家、1992年、司令官）
- 氏家斉一郎（日本テレビ社長、1994年、司令官）
- 大塚明彦（大塚製薬代表取締役会長・大塚国際美術館館長、2007年、司令官）[18]